# 16260 Спутнік
16260 Спутнік (16260 Sputnik) — астероїд головного поясу, відкритий 9 травня 2000 року.
Тіссеранів параметр щодо Юпітера — 3,496.